# Alpaida truncata sexmaculata
Alpaida truncata sexmaculata is een spinnenondersoort in de taxonomische indeling van de wielwebspinnen (Araneidae).
Het dier behoort tot het geslacht Alpaida. De wetenschappelijke naam van de soort werd voor het eerst geldig gepubliceerd in 1948 door Lodovico di Caporiacco.